# Rasmussen (sångare)
Jonas Flodager Rasmussen, mer känd som Rasmussen, född 28 november 1985 i Viborg, är en dansk sångare som representerade sitt land i Eurovision Song Contest 2018.